# Савичевич, Деян
Де́ян Сави́чевич (серб. Дејан Савићевић / Dejan Savićević; 15 сентября 1966, Титоград) — футболист СФРЮ и СРЮ, атакующий полузащитник. По опросу МФФИИС занимает 79 место среди лучших игроков Европы XX века.
В настоящее время возглавляет Футбольный союз Черногории.

## Карьера
Деян родился в семье Владимира Савичевича и Войславы Дурович. Его родители православного вероисповедания.
Он начал свою карьеру в 15 лет, играя за молодёжный состав ОФК «Титоград». Затем играл в титоградской «Будучности», где впервые вышел в матче Кубка чемпионов и дебютировал в национальной команде в матче против сборной Турции.

### «Црвена Звезда»
После прекрасной игры в Титограде, всё больше югославских команд хотели видеть у себя 21-летнего Савичевича. Летом 1989 года он выбирает «Црвену Звезду» из-за обязательной военной службы, которую Деян проходил с 1988 по 1989 год, но появляется довольно редко, государственные начальники разрешают играть Савичевичу только в главных матчах, таких как игры против «Милана» в Кубке чемпионов, где обе встречи закончились 1:1, а игру в Белграде даже, по решению немецкого судьи Дитера Паули, пришлось переигрывать из-за тумана, но по пенальти дальше прошёл «Милан». Савичевич помогает «Црвене» выиграть подряд три чемпионских звания, два Кубка Югославии и победить в Кубке чемпионов и Межконтинентальном Кубке. Успех в Кубке чемпионов позволил Савичевичу стать кандидатом на звание лучшего футболиста Европы, однако, по результатам опроса, он занял 2-е место, поделив его с партнёром по «Црвене Звезде» Дарко Панчевым.

### «Милан»
В 1992 году Савичевича приглашают в «Милан», который срочно ищет замену Марко ван Бастену. В первый сезона за «Милан» Савичевич проводит 10 матчей и забивает 4 мяча. На следующий год он уже твёрдый игрок основы «россонери», команда выигрывает серию А и Лигу чемпионов, а сам Берлускони, президент «Милана», называет его «гением» после удара с 30 метров, сделавшего счёт 3:0 в финале Лиги чемпионов. В следующем году «Милан» вновь в финале Лиги чемпионов, но Савичевича не выпускают на поле из-за травмы, хотя он уверяет, что здоров, а «Милан» проигрывает «Аяксу» 0:1. Всего с «Миланом» Савичевич выиграл 7 трофеев, включая 3 «скудетто», 1 Лигу чемпионов и 1 Суперкубок Европы, однако, Деян часто подвергался критике итальянскими СМИ за игру заметно хуже своего обычно высокого уровня в матчах против команд-аутсайдеров.

### Тренерская карьера
Савичевич два года тренировал национальную сборную Югославии, но этот период был полной противоположностью его блестящей карьеры игрока. После ухода в мае 2001 года Милована Дорича после всего лишь 3-х месяцев работы, Савичевичу было предложено возглавить национальную команду и вывести её на ЧМ-2002. Общественность с радостью восприняла назначение молодого тренера.
Первоначально Савичевич был частью комиссии из 3-х человек в составе самого Деяна, Вуядина Бошкова и Ивана Курковича, но к декабрю 2001-го самостоятельно возглавил команду. Сам он утверждал, что принял работу временно, только после того, как Душан Бажевич отказался от предложения возглавить сборную, а нового постоянного тренера назовут к лету 2002 года. Однако, Савичевич оставался на посту тренера национальной команды до июня 2003 года. Он не смог добиться прочности команды, он часто спорил с восходящей звездой Матеей Кежманом, дошло до того, что Кежман отказался играть в сборной под руководством Савичевича. Савичевич оставляет сборную после обидного поражения от Азербайджана в июне 2003, ставшего 5-м подряд поражением югославов. Результаты национальной команды под его руководством выглядят так: 4 победы, 11 поражений и 2 ничьи, в дополнение к 4 победам, 2 ничьим и 2 поражениям в составе комиссии.

### Административно-политическая карьера
Летом 2004 года 37-летний Савичевич стал президентом Футбольного союза Черногории, который был в то время частью Футбольного союза Сербии и Черногории. Савичевич публично призывал к независимости Черногории, став одним из главных участников Движения за независимость Черногории. Он стоял рядом и выступал на собраниях вместе с черногорским премьер-министром Мило Джукановичем, его лицо было на плакатах с надписью «YES!», убеждающих черногорцев голосовать на референдуме за независимость.
Весной 2006 года он давал интервью «NTV Черногория», где говорил что играл в «нескольких подстроенных матчах», когда выступал за «Будучност» в старой югославской лиге. Так же утверждал, что чемпионат 2005/06 был, главным образом, подстроен, но Савичевич отказался разоблачать или обеспечивать свидетельство в суде, говоря, что не хочет быть убитым из-за футбола, как Бранко Булатович.

### Личная жизнь
Савичевич был женат на Валентине Бражович, но развёлся с ней в 2000-м году, у них два ребёнка.
1 октября 2005 года Савичевич попал в автомобильную аварию на улице в Подгорице. Он сломал обе руки, после того, как его мотоцикл врезался в идущее впереди транспортное средство, тормозя боком и приземлившись на тротуаре. Период восстановления продолжался около 6 месяцев.

## Статистика
| Сезон   | Клуб                 | Чемпионат | Игры | Голы |
| ------- | -------------------- | --------- | ---- | ---- |
| 1982/83 | Будучност (Титоград) | Югославия | 2    | 0    |
| 1983/84 | Будучност (Титоград) | Югославия | 7    | 1    |
| 1984/85 | Будучност (Титоград) | Югославия | 29   | 6    |
| 1985/86 | Будучност (Титоград) | Югославия | 32   | 10   |
| 1986/87 | Будучност (Титоград) | Югославия | 31   | 9    |
| 1987/88 | Будучност (Титоград) | Югославия | 29   | 10   |
| 1988/89 | Црвена Звезда        | Югославия | 25   | 10   |
| 1989/90 | Црвена Звезда        | Югославия | 0    | 0    |
| 1990/91 | Црвена Звезда        | Югославия | 25   | 8    |
| 1991/92 | Црвена Звезда        | Югославия | 22   | 5    |
| 1992/93 | Милан                | Италия    | 10   | 4    |
| 1993/94 | Милан                | Италия    | 20   | 0    |
| 1994/95 | Милан                | Италия    | 19   | 9    |
| 1995/96 | Милан                | Италия    | 23   | 6    |
| 1996/97 | Милан                | Италия    | 17   | 1    |
| 1997/98 | Милан                | Италия    | 8    | 0    |
| 1999    | Црвена Звезда        | Югославия | 3    | 0    |
| 1999/00 | Рапид                | Австрия   | 22   | 14   |
| 2000/01 | Рапид                | Австрия   | 22   | 4    |

## Достижения

### Командные
- Победитель молодёжного чемпионата мира: 1987
- Обладатель Кубка Югославии: 1990
- Чемпион Югославии: 1990, 1991, 1992
- Чемпион Италии: 1993, 1994, 1996
- Обладатель Суперкубка Италии: 1992, 1993, 1994
- Победитель Лиги чемпионов: 1991, 1994
- Обладатель Межконтинентального кубка: 1991
- Обладатель Суперкубка УЕФА: 1994

### Личные
- Введён в зал славы футбольного клуба Милан
- Орден Утренней звезды Хорватии (1995)
- Командор ордена Звезды итальянской солидарности (3 апреля 2010 года, Италия)[2]